# Villeneuve-de-Rivière
Pour les articles homonymes, voir Villeneuve.
Villeneuve-de-Rivière est une commune française située dans l'ouest du département de la Haute-Garonne, en région Occitanie.
Sur le plan historique et culturel, la commune est dans le pays de Comminges, correspondant à l’ancien comté de Comminges, circonscription de la province de Gascogne située sur les départements actuels du Gers, de la Haute-Garonne, des Hautes-Pyrénées et de l'Ariège. Exposée à un climat océanique altéré, elle est drainée par la Garonne, le canal d'Auné, le Lanedon, le Lavet et par divers autres petits cours d'eau. La commune possède un patrimoine naturel remarquable : un site Natura 2000 (« Garonne, Ariège, Hers, Salat, Pique et Neste »), un espace protégé (« la Garonne, l'Ariège, l'Hers Vif et le Salat ») et deux zones naturelles d'intérêt écologique, faunistique et floristique.
Villeneuve-de-Rivière est une commune rurale qui compte 1 732 habitants en 2022, après avoir connu une forte hausse de la population depuis 1962. Elle est dans l'agglomération de Saint-Gaudens et fait partie de l'aire d'attraction de Saint-Gaudens. Ses habitants sont appelés les Villeneuvois ou  Villeneuvoises.

## Géographie

### Localisation
La commune de Villeneuve-de-Rivière se trouve dans le département de la Haute-Garonne, en région Occitanie.
Sur le plan historique et culturel, Villeneuve-de-Rivière fait partie du pays de Comminges, correspondant à l’ancien comté de Comminges, circonscription de la province de Gascogne située sur les départements actuels du Gers, de la Haute-Garonne, des Hautes-Pyrénées et de l'Ariège.
Elle se situe à 83 km à vol d'oiseau de Toulouse, préfecture du département, et à 5 km de Saint-Gaudens, sous-préfecture.
Les communes les plus proches sont : 
Bordes-de-Rivière (3,1 km), Valentine (4,2 km), Clarac (4,3 km), Labarthe-Rivière (4,5 km), Saint-Gaudens (4,8 km), Saint-Ignan (4,8 km), Martres-de-Rivière (5,1 km), Le Cuing (5,2 km).
Villeneuve-de-Rivière est limitrophe de cinq autres communes.
|                   | Saux-et-Pomarède      |               |
| Bordes-de-Rivière | Villeneuve-de-Rivière | Saint-Gaudens |
|                   | Labarthe-Rivière      | Valentine     |

### Liste des maires

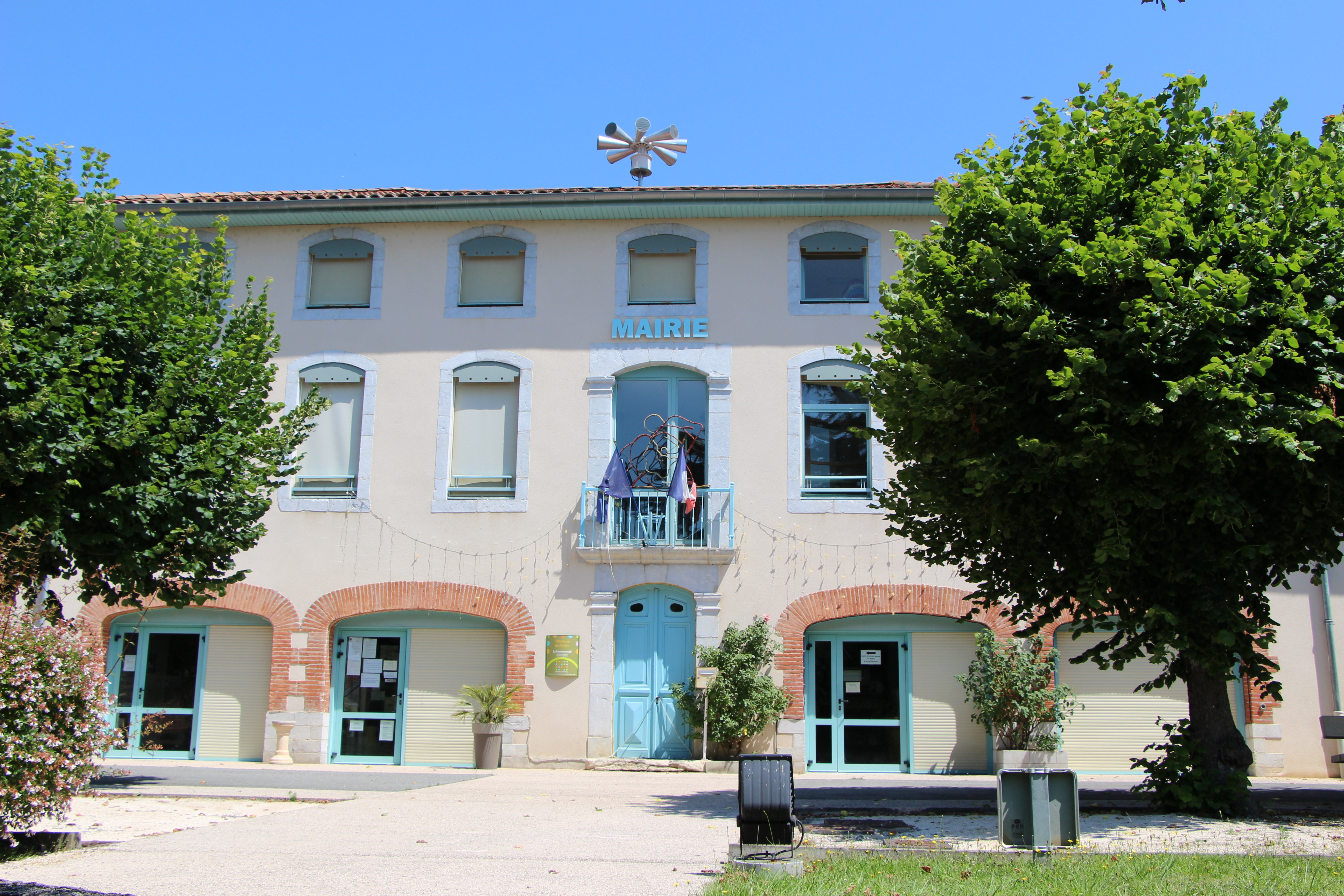
Mairie de Villeneuve-de-Rivière.

### Géologie et relief
La superficie de la commune est de 1 357 hectares ; son altitude varie de 365  à   496 mètres.
Comme collectivité de moyenne montagne, elle dispose de la vue sur la chaîne des Pyrénées, de la proximité avec la station de sports d'hiver du Mourtis et se trouve à deux heures de l'océan Atlantique ou de la mer Méditerranée.

### Hydrographie

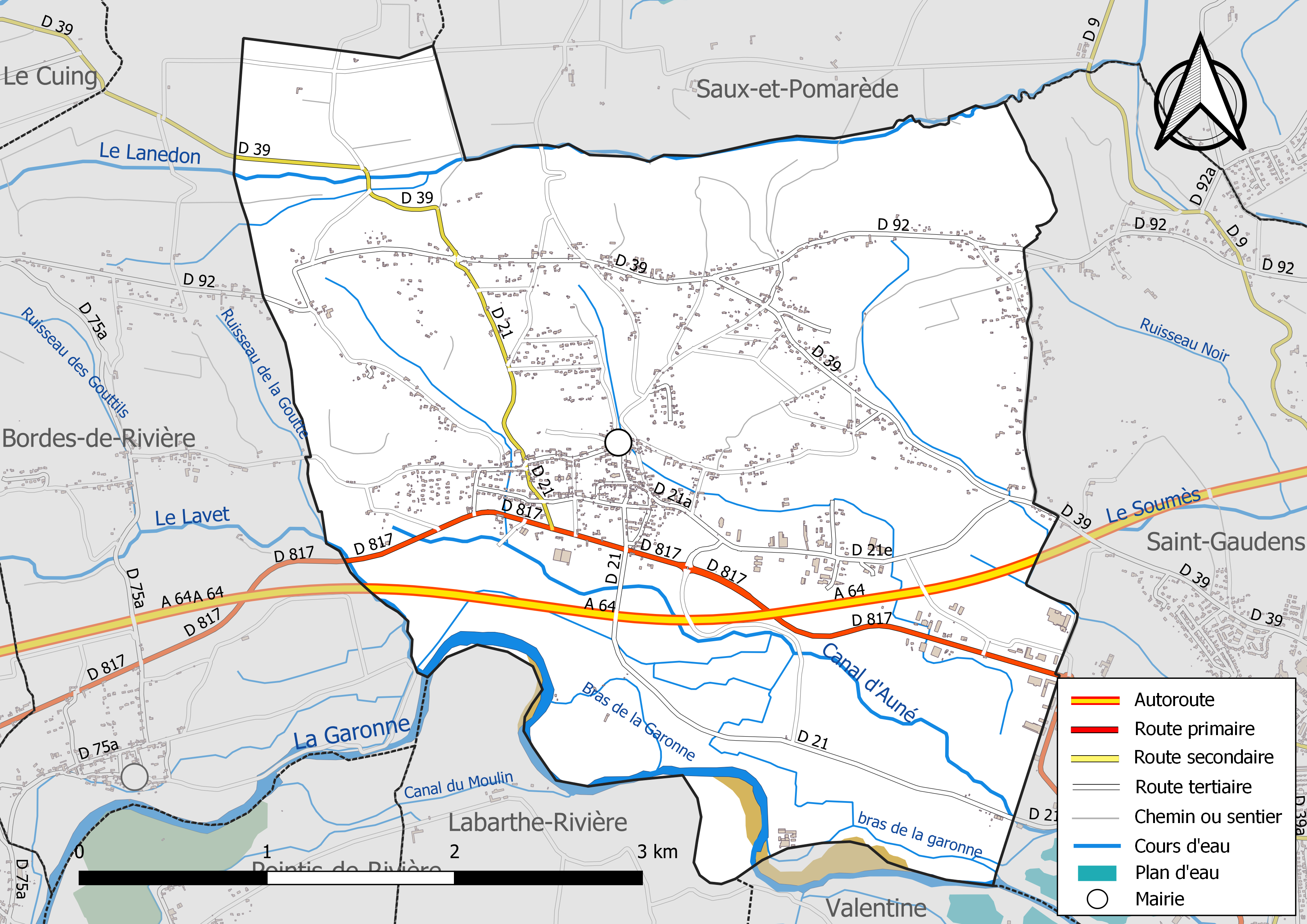
Réseaux hydrographique et routier de Villeneuve-de-Rivière.

La commune est dans le bassin de la Garonne, au sein du bassin hydrographique Adour-Garonne. Elle est drainée par la Garonne, le canal d'Auné, le Lanedon, le Lavet, Canal du Moulin, la Garonne, le ruisseau de la Barraille et par divers petits cours d'eau, constituant un réseau hydrographique de 26 km de longueur totale,.
La Garonne est un fleuve principalement français prenant sa source en Espagne et qui coule sur 529 km avant de se jeter dans l’océan Atlantique.
Le canal d'Auné, d'une longueur totale de 12,9 km, prend sa source dans la commune et s'écoule d'ouest en est. Il traverse la commune et se jette dans la Garonne à Estancarbon, après avoir traversé 3 communes.
Le Lanedon, d'une longueur totale de 10,8 km, prend sa source dans la commune de Ponlat-Taillebourg et s'écoule d'ouest en est. Il traverse la commune et se jette dans la Noue à Saint-Ignan, après avoir traversé 7 communes.
Le Lavet, d'une longueur totale de 16,7 km, prend sa source dans la commune de Saint-Laurent-de-Neste (65) et s'écoule d'ouest en est. Il se jette dans la Garonne sur le territoire communal, après avoir traversé 8 communes.

### Climat
Pour des articles plus généraux, voir Climat de l'Occitanie et Climat de la Haute-Garonne.
En 2010, le climat de la commune est de type climat océanique altéré, selon une étude s'appuyant sur une série de données couvrant la période 1971-2000. En 2020, Météo-France publie une typologie des climats de la France métropolitaine dans laquelle la commune est exposée à un climat de montagne ou de marges de montagne et est dans la région climatique Pyrénées centrales, caractérisée par une pluviométrie annuelle de 1 000 à 1 200 mm.
Pour la période 1971-2000, la température annuelle moyenne est de 12,1 °C, avec une amplitude thermique annuelle de 14,9 °C. Le cumul annuel moyen de précipitations est de 901 mm, avec 9,3 jours de précipitations en janvier et 6,4 jours en juillet. Pour la période 1991-2020, la température moyenne annuelle observée sur la station météorologique la plus proche, située sur la commune de Clarac à 4 km à vol d'oiseau, est de 12,5 °C et le cumul annuel moyen de précipitations est de 804,9 mm,. Pour l'avenir, les paramètres climatiques de la commune estimés pour 2050 selon différents scénarios d'émission de gaz à effet de serre sont consultables sur un site dédié publié par Météo-France en novembre 2022.

### Milieux naturels et biodiversité

#### Espaces protégés
La protection réglementaire est le mode d’intervention le plus fort pour préserver des espaces naturels remarquables et leur biodiversité associée,.
Un  espace protégé est présent sur la commune : 
« la Garonne, l'Ariège, l'Hers Vif et le Salat », objet d'un arrêté de protection de biotope, d'une superficie de 1 658,7 ha.

#### Réseau Natura 2000

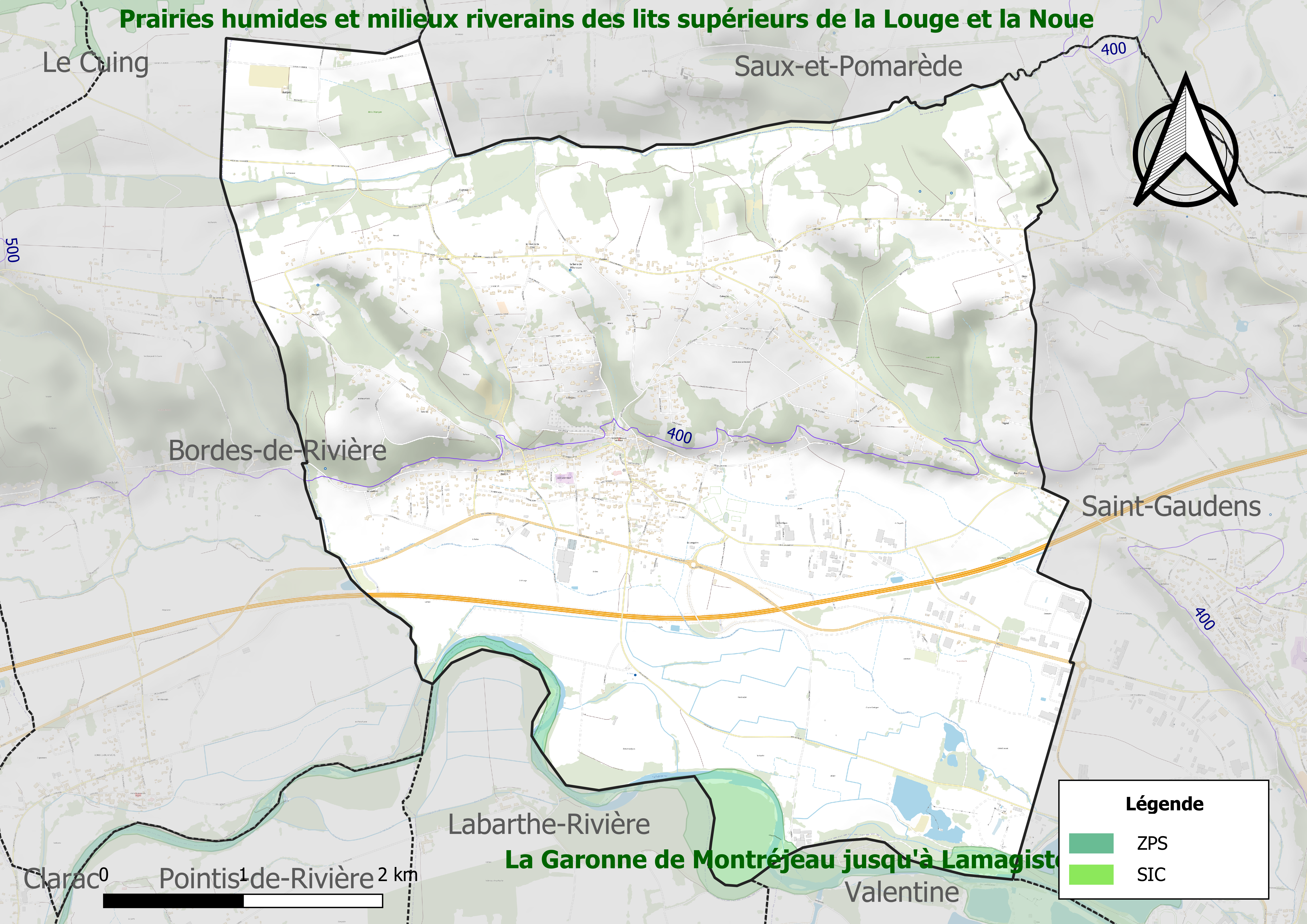
Site Natura 2000 sur le territoire communal.

Le réseau Natura 2000 est un réseau écologique européen de sites naturels d'intérêt écologique élaboré à partir des directives habitats et oiseaux, constitué de zones spéciales de conservation (ZSC) et de zones de protection spéciale (ZPS).
Un site Natura 2000 a été défini sur la commune au titre de la directive habitats : « Garonne, Ariège, Hers, Salat, Pique et Neste », d'une superficie de 9 581 ha, un réseau hydrographique pour les poissons migrateurs, avec des zones de frayères actives et potentielles importantes pour le Saumon en particulier qui fait l'objet d'alevinages réguliers et dont des adultes atteignent déjà Foix sur l'Ariège.

#### Zones naturelles d'intérêt écologique, faunistique et floristique

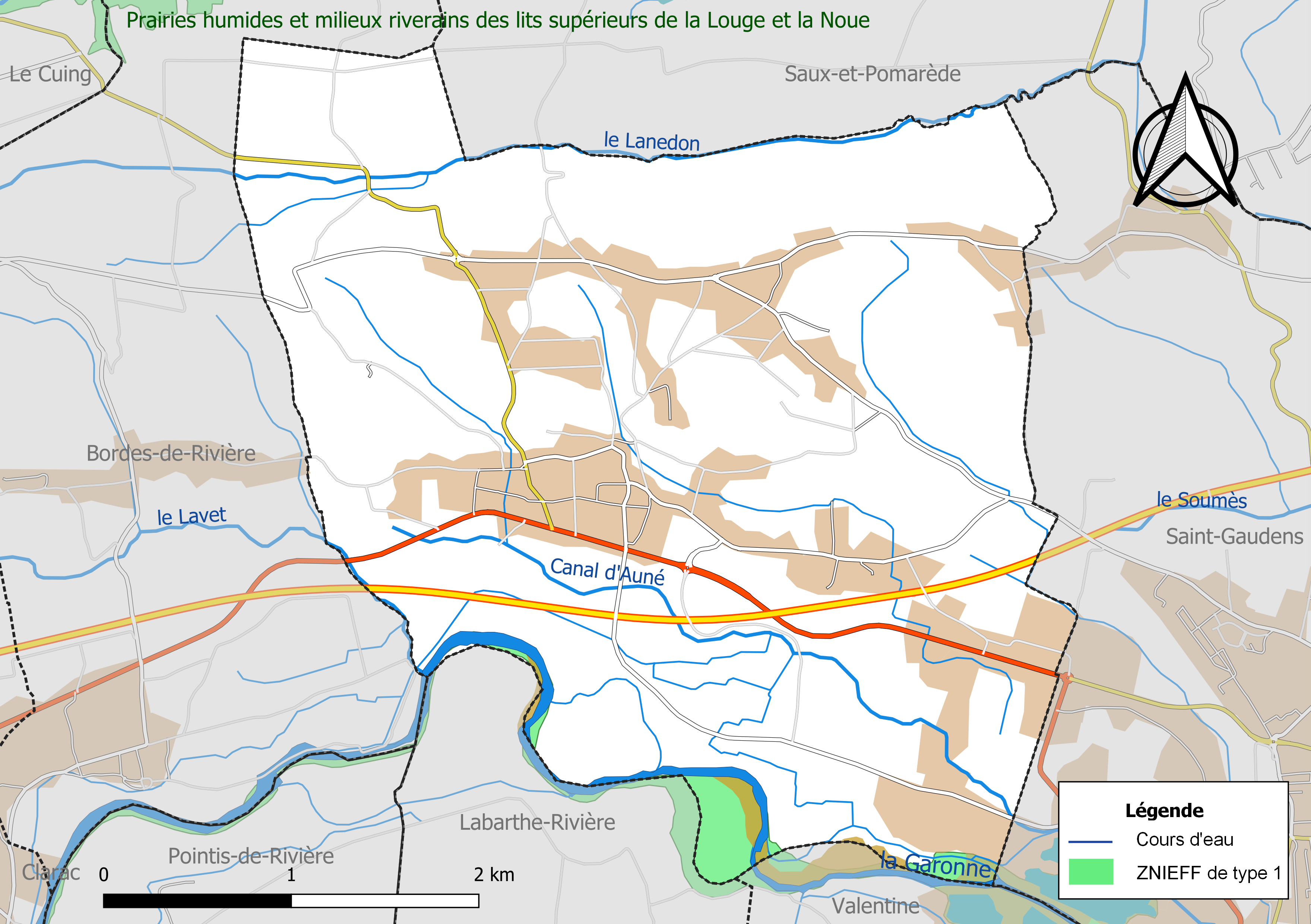
Carte de la ZNIEFF de type 1 localisée sur la commune.

L’inventaire des zones naturelles d'intérêt écologique, faunistique et floristique (ZNIEFF) a pour objectif de réaliser une couverture des zones les plus intéressantes sur le plan écologique, essentiellement dans la perspective d’améliorer la connaissance du patrimoine naturel national et de fournir aux différents décideurs un outil d’aide à la prise en compte de l’environnement dans l’aménagement du territoire.
Une ZNIEFF de type 1 est recensée sur la commune :
« la Garonne de Montréjeau jusqu'à Lamagistère » (5 075 ha), couvrant 92 communes dont 63 dans la Haute-Garonne, trois en Lot-et-Garonne et 26 en Tarn-et-Garonne et une ZNIEFF de type 2, : 
« la Garonne et milieux riverains, en aval de Montréjeau » (6 874 ha), couvrant 93 communes dont 64 dans la Haute-Garonne, trois en Lot-et-Garonne et 26 en Tarn-et-Garonne.

## Urbanisme

### Typologie
Au 1er janvier 2024, Villeneuve-de-Rivière est catégorisée commune rurale à habitat dispersé, selon la nouvelle grille communale de densité à sept niveaux définie par l'Insee en 2022.
Elle appartient à l'unité urbaine de Saint-Gaudens, une agglomération intra-départementale regroupant sept  communes, dont elle est une commune de la banlieue,,. Par ailleurs la commune fait partie de l'aire d'attraction de Saint-Gaudens, dont elle est une commune de la couronne,. Cette aire, qui regroupe 85 communes, est catégorisée dans les aires de moins de 50 000 habitants,.

### Occupation des sols

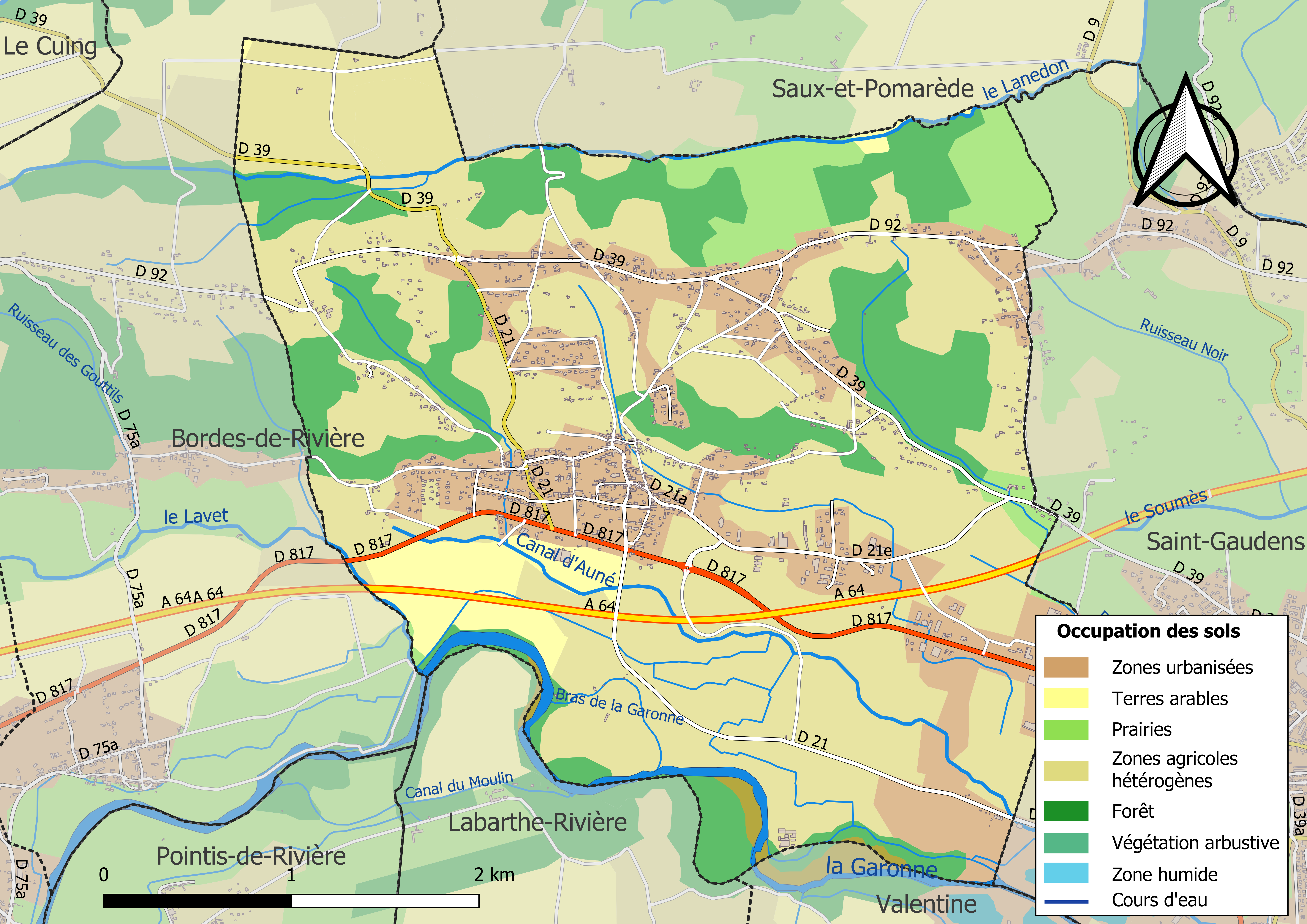
Carte des infrastructures et de l'occupation des sols de la commune en 2018 (CLC).

L'occupation des sols de la commune, telle qu'elle ressort de la base de données européenne d’occupation biophysique des sols Corine Land Cover (CLC), est marquée par l'importance des territoires agricoles (59,4 % en 2018), en diminution par rapport à 1990 (64,1 %). La répartition détaillée en 2018 est la suivante : 
zones agricoles hétérogènes (50,1 %), forêts (19,6 %), zones urbanisées (16 %), prairies (5,4 %), terres arables (3,8 %), zones industrielles ou commerciales et réseaux de communication (3,2 %), mines, décharges et chantiers (1,7 %). L'évolution de l’occupation des sols de la commune et de ses infrastructures peut être observée sur les différentes représentations cartographiques du territoire : la carte de Cassini (XVIIIe siècle), la carte d'état-major (1820-1866) et les cartes ou photos aériennes de l'IGN pour la période actuelle (1950 à aujourd'hui).

### Voies de communication et transports
Accès par l'autoroute A64 sortie no 18 ou no 17, la route nationale 117 et avec le réseau Arc-en-ciel ainsi qu'en gare de Saint-Gaudens.

### Risques majeurs
Le territoire de la commune de Villeneuve-de-Rivière est vulnérable à différents aléas naturels : météorologiques (tempête, orage, neige, grand froid, canicule ou sécheresse), inondations et séisme (sismicité modérée). Il est également exposé à un risque technologique, la rupture d'un barrage. Un site publié par le BRGM permet d'évaluer simplement et rapidement les risques d'un bien localisé soit par son adresse soit par le numéro de sa parcelle.

#### Risques naturels
Certaines parties du territoire communal sont susceptibles d’être affectées par le risque d’inondation par débordement de cours d'eau, notamment le Lavet, le canal d'Auné et le Lanedon. La commune a été reconnue en état de catastrophe naturelle au titre des dommages causés par les inondations et coulées de boue survenues en 1982, 1996, 1999, 2007 et 2009,.

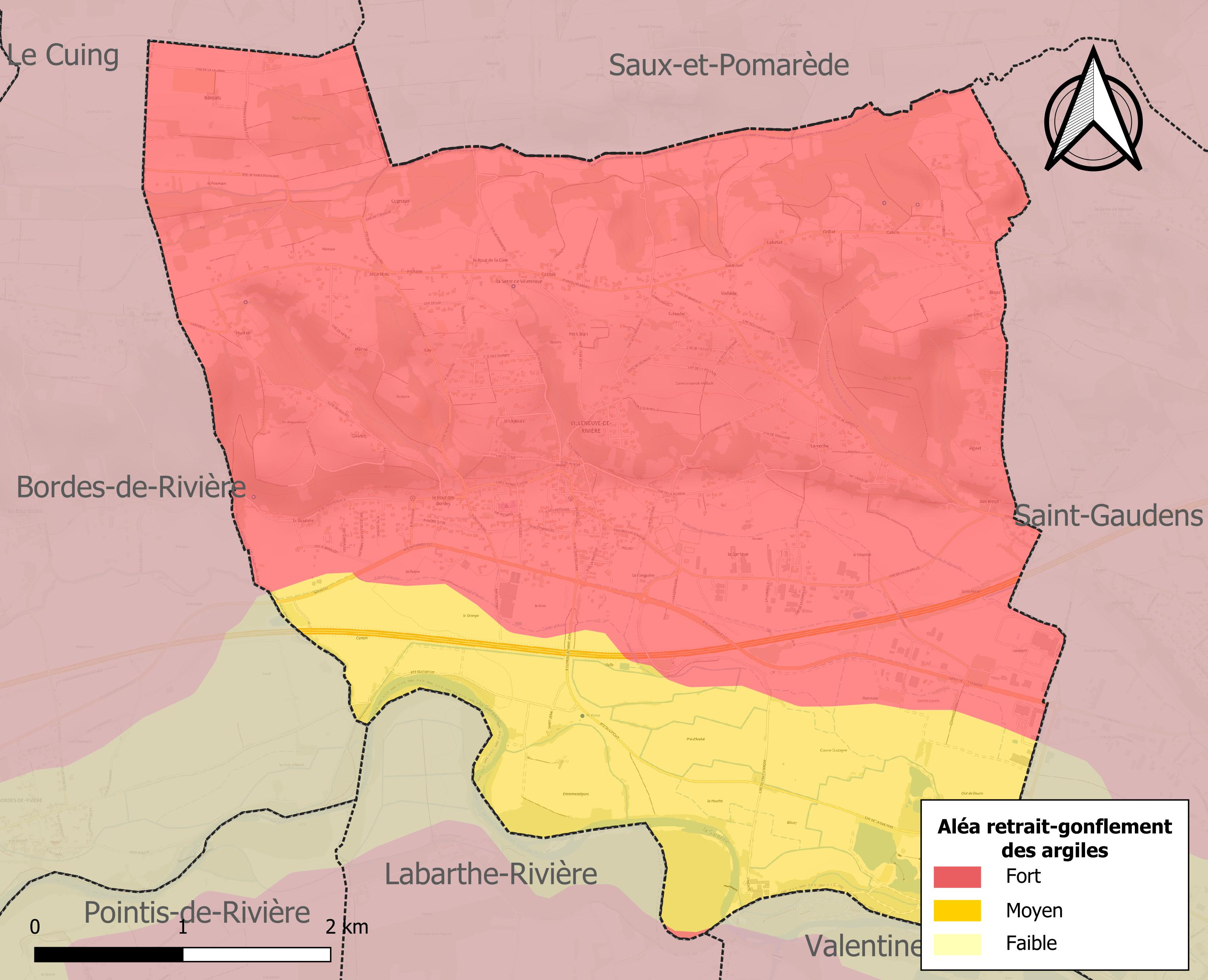
Carte des zones d'aléa retrait-gonflement des sols argileux de Villeneuve-de-Rivière.

Le retrait-gonflement des sols argileux est susceptible d'engendrer des dommages importants aux bâtiments en cas d’alternance de périodes de sécheresse et de pluie. La totalité de la commune est en aléa moyen ou fort (88,8 % au niveau départemental et 48,5 % au niveau national). Sur les 796 bâtiments dénombrés sur la commune en 2019, 796 sont en aléa moyen ou fort, soit 100 %, à comparer aux 98 % au niveau départemental et 54 % au niveau national. Une cartographie de l'exposition du territoire national au retrait gonflement des sols argileux est disponible sur le site du BRGM,.
Par ailleurs, afin de mieux appréhender le risque d’affaissement de terrain, l'inventaire national des cavités souterraines permet de localiser celles situées sur la commune.
Concernant les mouvements de terrains, la commune a été reconnue en état de catastrophe naturelle au titre des dommages causés par la sécheresse en 1989, 1994 et 2003 et par des mouvements de terrain en 1999 et 2013.

#### Risques technologiques
La commune est en outre située en aval des barrages du Portillon, de Cap de Long (Hautes-Pyrénées) et de l'Oule (Hautes-Pyrénées). À ce titre elle est susceptible d’être touchée par l’onde de submersion consécutive à la rupture d'un de ces ouvrages.

## Toponymie
En occitan, Vilanava d'Arribèra est le nom du village.
Ses habitants sont appelés les Villeneuvois.

## Histoire
Une agglomération gallo-romaine existait à l'est du village actuel. La bastide de Villeneuve, fondée au XIIIe siècle, obtient une charte du comte de Foix, Bernard-Roger de Foix  en 1285.
En 1333, Gaston de Foix cède Villeneuve à Arnaud d'Espagne-Montespan.
La puissante famille tire le meilleur profit de ses nombreuses seigneuries : pour Villeneuve, deux moulins banaux et un péage sur la route longeant la Garonne. Comme les autres bastides voisines, Villeneuve grandit vite à la fin du Moyen Âge.
En 1761, la petite fille du marquis de Montespan vend la seigneurie au négociant Jean Estrémé qui, suivi de son fils Michel, est vite en procès avec la commune dont il exige des droits seigneuriaux excessifs.
Du XVIIe siècle à la fin du XIXe siècle, beaucoup d'industries familiales complètent les faibles revenus de la terre et animent le village.
En 1886, la population de Villeneuve est de 1 312 habitants, au lieu de 1870 en 1851. Cette baisse s'explique par l'industrie de la laine qui est frappée régulièrement par des crises, d'où l'exode des Villeneuvois vers les villes pour travailler dans les administrations (La Poste, EDF, SNCF, etc.) et émigration vers l'Amérique dans l'espoir de faire fortune.
Au XXe siècle, Villeneuve devient une banlieue résidentielle de Saint-Gaudens, les deux tiers des enfants des écoles ne provenant plus de familles d'agriculteurs qu'à hauteur de 3 % seulement, en 1987.
Cependant, grâce à cet « exode urbain », la population de Villeneuve est en progression constante depuis 1954.

## Politique et administration

### Administration municipale
Le nombre d'habitants au recensement de 2017 étant compris entre 1 500 habitants et 2 499 habitants, le nombre de membres du conseil municipal pour l'élection de 2020 est de dix neuf,.

### Rattachements administratifs et électoraux
Commune faisant partie de la huitième circonscription de la Haute-Garonne, de la communauté de communes Cœur et Coteaux de Comminges et du canton de Saint-Gaudens. Avant le 1er janvier 2017, Villeneuve-de-Rivière faisait partie de la communauté de communes du Saint-Gaudinois. La commune est également membre du SIVOM de Saint-Gaudens Montréjeau Aspet Magnoac.

## Population et société

### Démographie
| 1793  | 1800  | 1806  | 1821  | 1831  | 1836  | 1841  | 1846  | 1851  |
| ----- | ----- | ----- | ----- | ----- | ----- | ----- | ----- | ----- |
| 1 447 | 1 410 | 1 420 | 1 386 | 1 593 | 1 602 | 1 714 | 1 803 | 1 870 |

| 1856  | 1861  | 1866  | 1872  | 1876  | 1881  | 1886  | 1891  | 1896  |
| ----- | ----- | ----- | ----- | ----- | ----- | ----- | ----- | ----- |
| 1 766 | 1 608 | 1 583 | 1 532 | 1 505 | 1 365 | 1 312 | 1 260 | 1 190 |

| 1901  | 1906  | 1911 | 1921 | 1926 | 1931 | 1936 | 1946 | 1954 |
| ----- | ----- | ---- | ---- | ---- | ---- | ---- | ---- | ---- |
| 1 098 | 1 049 | 986  | 881  | 875  | 815  | 781  | 762  | 801  |

| 1962 | 1968 | 1975  | 1982  | 1990  | 1999  | 2006  | 2011  | 2016  |
| ---- | ---- | ----- | ----- | ----- | ----- | ----- | ----- | ----- |
| 829  | 886  | 1 089 | 1 273 | 1 341 | 1 360 | 1 481 | 1 645 | 1 786 |

| 2021  | 2022  | - | - | - | - | - | - | - |
| ----- | ----- | - | - | - | - | - | - | - |
| 1 744 | 1 732 | - | - | - | - | - | - | - |

| selon la population municipale des années : | 1968 | 1975 | 1982 | 1990 | 1999 | 2006 | 2009 | 2013 |
| Rang de la commune dans le département      | 80   | 99   | 94   | 97   | 110  | 119  | 119  | 116  |
| Nombre de communes du département           | 592  | 582  | 586  | 588  | 588  | 588  | 589  | 589  |

Villeneuve-de-Rivière est une commune en pleine expansion démographique puisque sa population comprend 1 515 (2007) habitants alors qu'elle en comptait 897 il y a juste 30 ans.

### Enseignement

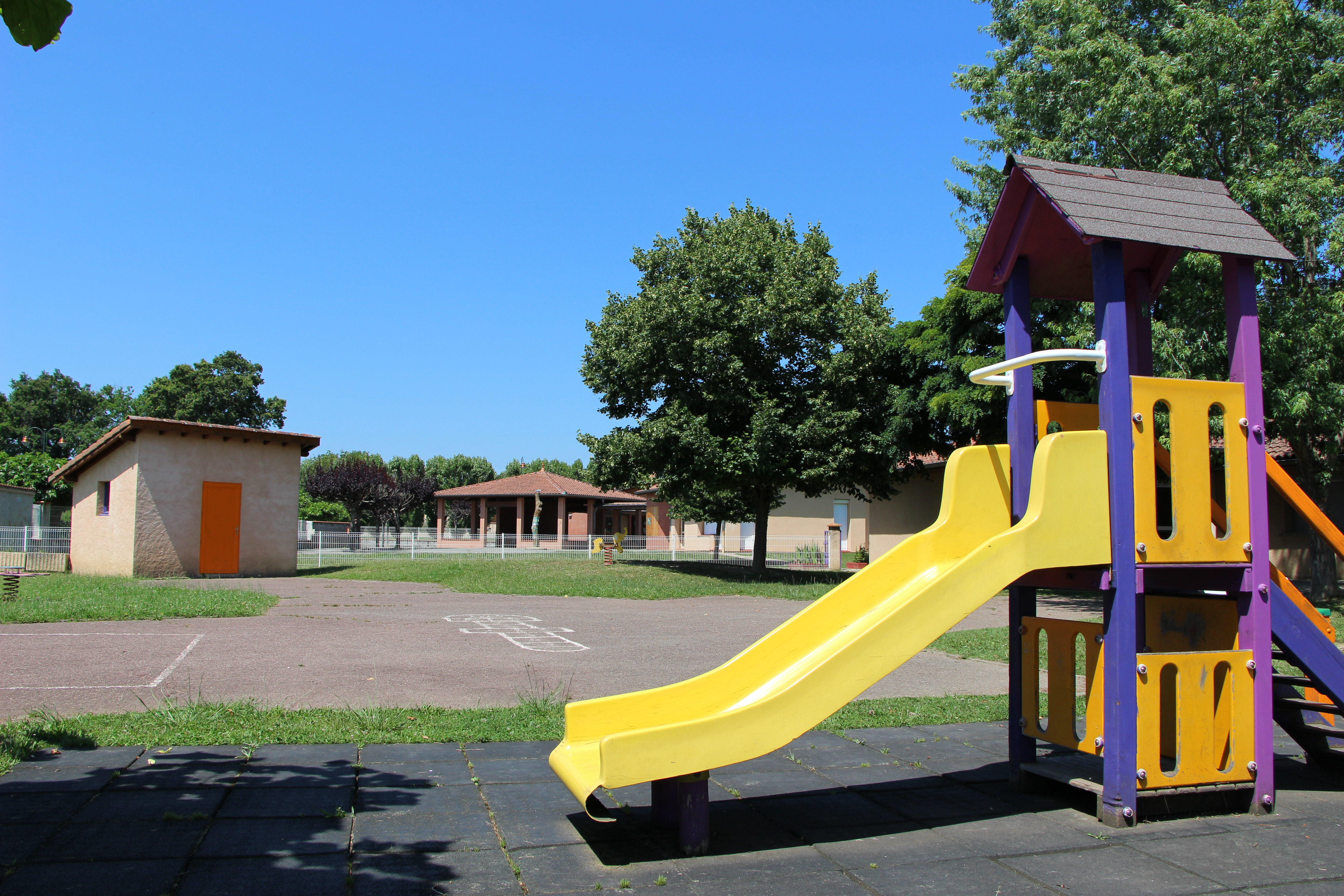
L'école.

Villeneuve-de-Rivière fait partie de l'académie de Toulouse.
Villeneuve-de-Rivière bénéficie d'une école élémentaire et d'une maternelle. Les enfants profitent de bâtiments récents[Quand ?] (4e classe construite en 2008), d'un préau et d'un grand espace vert pour le sport.

### Culture et festivité
Salle des fêtes, bibliothèque, comité des Fêtes.

### Activités sportives
Football, tennis, pétanque, chasse, gymnastique, karaté, rugby à XIII (championnat de France de rugby à XIII Fédérale).

## Économie

### Revenus
En 2018  (données Insee publiées en septembre 2021), la commune compte 723 ménages fiscaux, regroupant 1 707 personnes. La médiane du revenu disponible par unité de consommation est de 23 220 € (23 140 € dans le département).

### Emploi
|                | 2008  | 2013  | 2018  |
| -------------- | ----- | ----- | ----- |
| Commune        | 5,6 % | 6,3 % | 8,2 % |
| Département    | 7,7 % | 9,6 % | 9,3 % |
| France entière | 8,3 % | 10 %  | 10 %  |

En 2018, la population âgée de 15 à 64 ans s'élève à 986 personnes, parmi lesquelles on compte 74,3 % d'actifs (66,1 % ayant un emploi et 8,2 % de chômeurs) et 25,7 % d'inactifs,. Depuis 2008, le taux de chômage communal (au sens du recensement) des 15-64 ans est inférieur à celui de la France et du département.
La commune fait partie de la couronne de l'aire d'attraction de Saint-Gaudens, du fait qu'au moins 15 % des actifs travaillent dans le pôle,. Elle compte 552 emplois en 2018, contre 601 en 2013 et 522 en 2008. Le nombre d'actifs ayant un emploi résidant dans la commune est de 666, soit un indicateur de concentration d'emploi de 82,9 % et un taux d'activité parmi les 15 ans ou plus de 49,7 %.
Sur ces 666 actifs de 15 ans ou plus ayant un emploi, 124 travaillent dans la commune, soit 19 % des habitants. Pour se rendre au travail, 94,6 % des habitants utilisent un véhicule personnel ou de fonction à quatre roues, 1,7 % les transports en commun, 1 % s'y rendent en deux-roues, à vélo ou à pied et 2,9 % n'ont pas besoin de transport (travail au domicile).

### Activités hors agriculture

#### Secteurs d'activités
159 établissements sont implantés  à Villeneuve-de-Rivière au 31 décembre 2019. Le tableau ci-dessous en détaille le nombre par secteur d'activité et compare les ratios avec ceux du département,.
| Secteur d'activité                                                                                        | Commune | Commune | Département |
| Secteur d'activité                                                                                        | Nombre  | %       | %           |
| --- | ------- | ------- | ----------- |
| Ensemble                                                                                                  | 159     | 100 %   | (100 %)     |
| Industrie manufacturière, industries extractives et autres                                                | 21      | 13,2 %  | (5,7 %)     |
| Construction                                                                                              | 21      | 13,2 %  | (12 %)      |
| Commerce de gros et de détail, transports, hébergement et restauration                                    | 45      | 28,3 %  | (25,9 %)    |
| Information et communication                                                                              | 2       | 1,3 %   | (4,1 %)     |
| Activités financières et d'assurance                                                                      | 8       | 5 %     | (3,8 %)     |
| Activités immobilières                                                                                    | 5       | 3,1 %   | (4,2 %)     |
| Activités spécialisées, scientifiques et techniques et activités de services administratifs et de soutien | 24      | 15,1 %  | (19,8 %)    |
| Administration publique, enseignement, santé humaine et action sociale                                    | 21      | 13,2 %  | (16,6 %)    |
| Autres activités de services                                                                              | 12      | 7,5 %   | (7,9 %)     |

Le secteur du commerce de gros et de détail, des transports, de l'hébergement et de la restauration est prépondérant sur la commune puisqu'il représente 28,3 % du nombre total d'établissements de la commune (45 sur les 159 entreprises implantées à Villeneuve-de-Rivière), contre 25,9 % au niveau départemental.

#### Entreprises et commerces
Les cinq entreprises ayant leur siège social sur le territoire communal qui génèrent le plus de chiffre d'affaires en 2020 sont : 
- SEM Pyrénées Services Publics, captage, traitement et distribution d'eau (8 628 k€)
- SPL Eaux Barousse Comminges Save, captage, traitement et distribution d'eau (7 134 k€)
- ETS Michel - Equarrissage Du Comminges, élevage d'autres animaux (3 147 k€)
- Pyrénées Pneus, commerce de détail d'équipements automobiles (1 907 k€)
- Colome, boulangerie et boulangerie-pâtisserie (298 k€)

Sa proximité de Saint-Gaudens (chef-lieu de canton) en font un site recherché pour la construction.
De vocation, à l'origine, essentiellement agricole, cette commune est devenue un lieu résidentiel.
Le village est pourvu de tous les commerces et services ainsi que des équipements scolaires et sportifs d'excellente qualité, ce qui permet une vie agréable dans un lieu calme et accueillant.

### Agriculture
La commune est dans « La Rivière », une petite région agricole localisée dans le sud du département de la Haute-Garonne, constituant la partie piémont au relief plus doux que les Pyrénées centrales la bordant au sud et où la vallée de la Garonne s’élargit. En 2020, l'orientation technico-économique de l'agriculture sur la commune est la polyculture et/ou le polyélevage.
|               | 1988 | 2000 | 2010 | 2020 |
| ------------- | ---- | ---- | ---- | ---- |
| Exploitations | 57   | 39   | 18   | 15   |
| SAU (ha)      | 822  | 694  | 664  | 579  |

Le nombre d'exploitations agricoles en activité et ayant leur siège dans la commune est passé de 57 lors du recensement agricole de 1988  à 39 en 2000 puis à 18 en 2010 et enfin à 15 en 2020, soit une baisse de 74 % en 32 ans. Le même mouvement est observé à l'échelle du département qui a perdu pendant cette période 57 % de ses exploitations,. La surface agricole utilisée sur la commune a également diminué, passant de 822 ha en 1988 à 579 ha en 2020. Parallèlement la surface agricole utilisée moyenne par exploitation a augmenté, passant de 14 à 39 ha.

## Culture locale et patrimoine

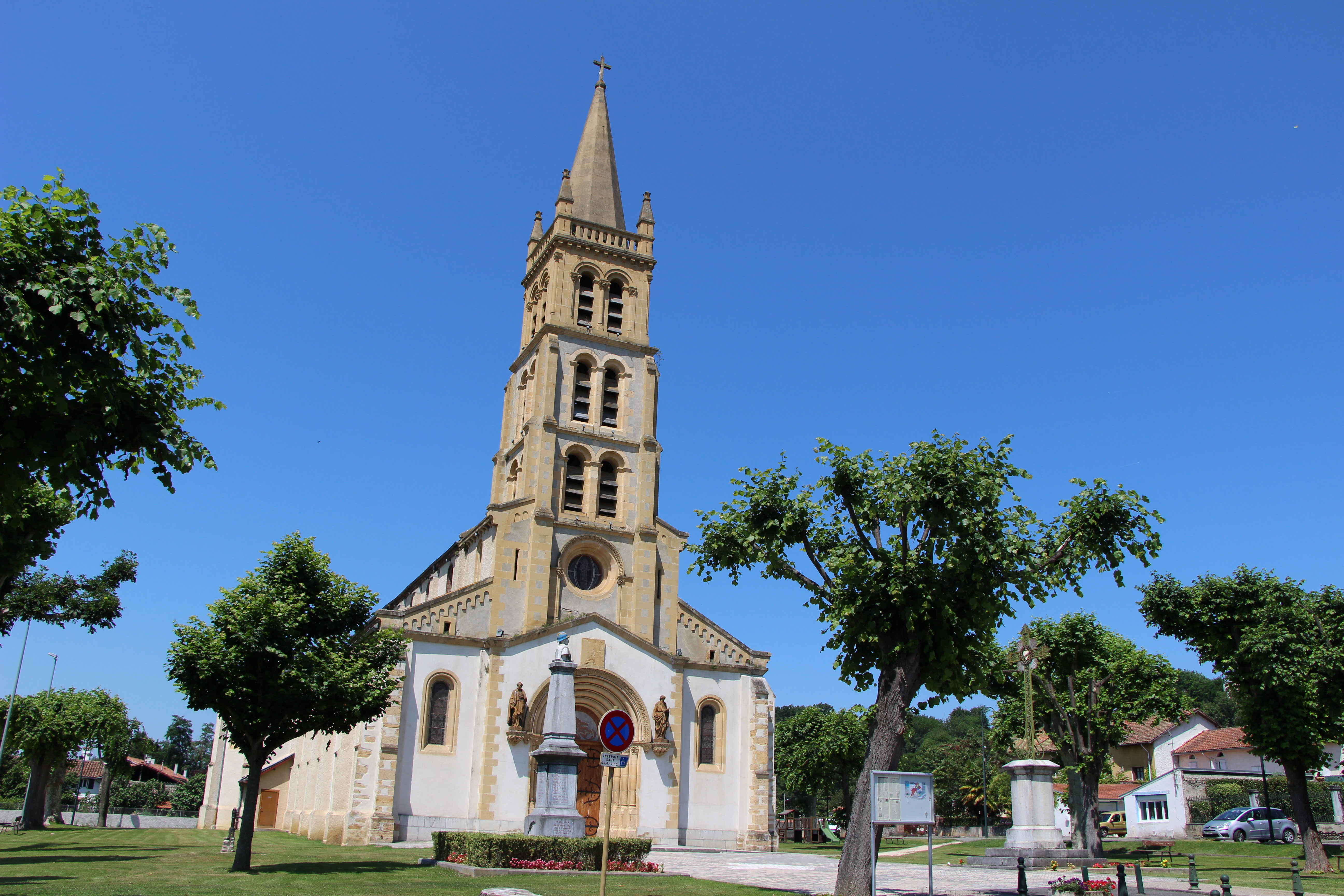
L'église de l'Assomption.
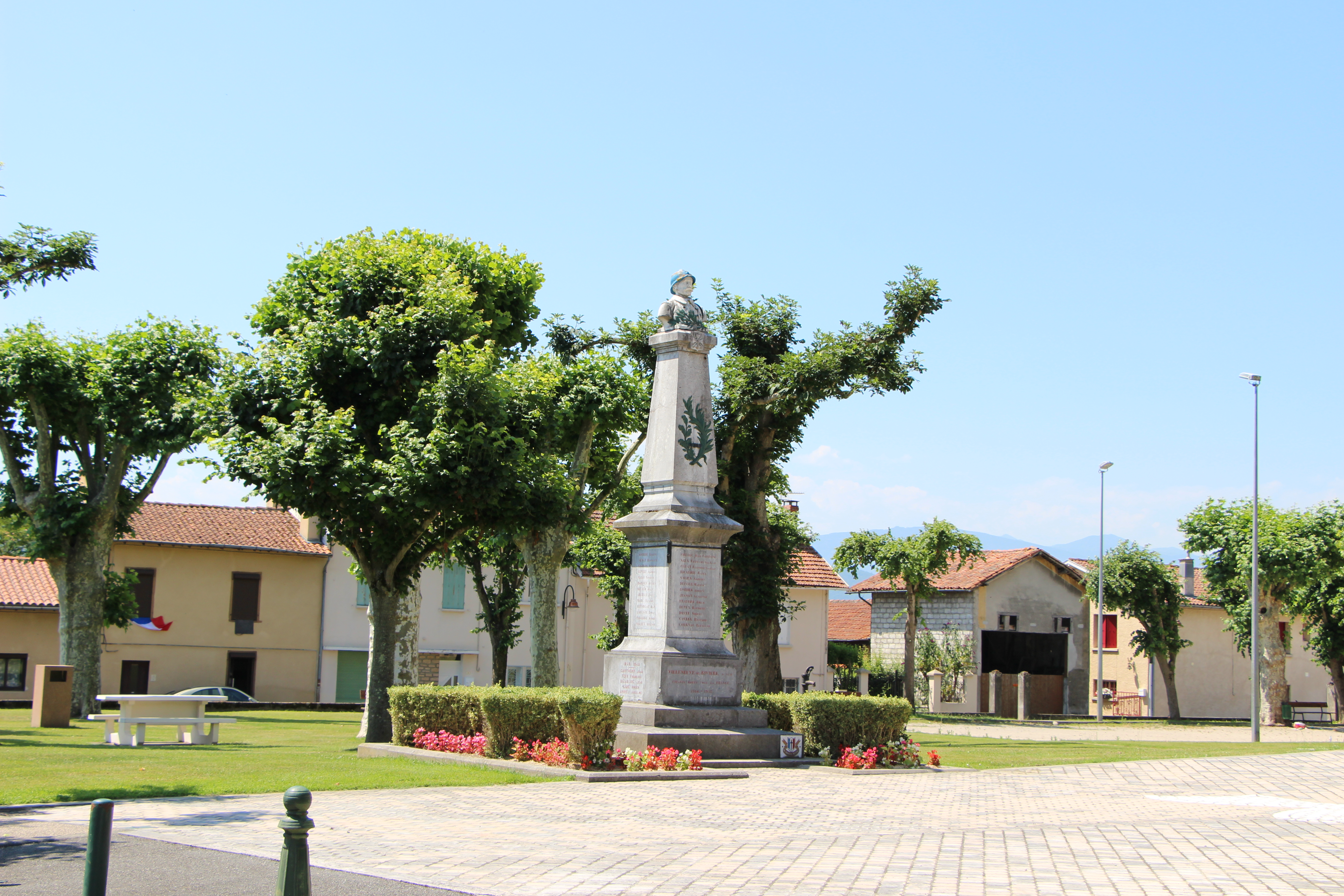
Monument aux morts.
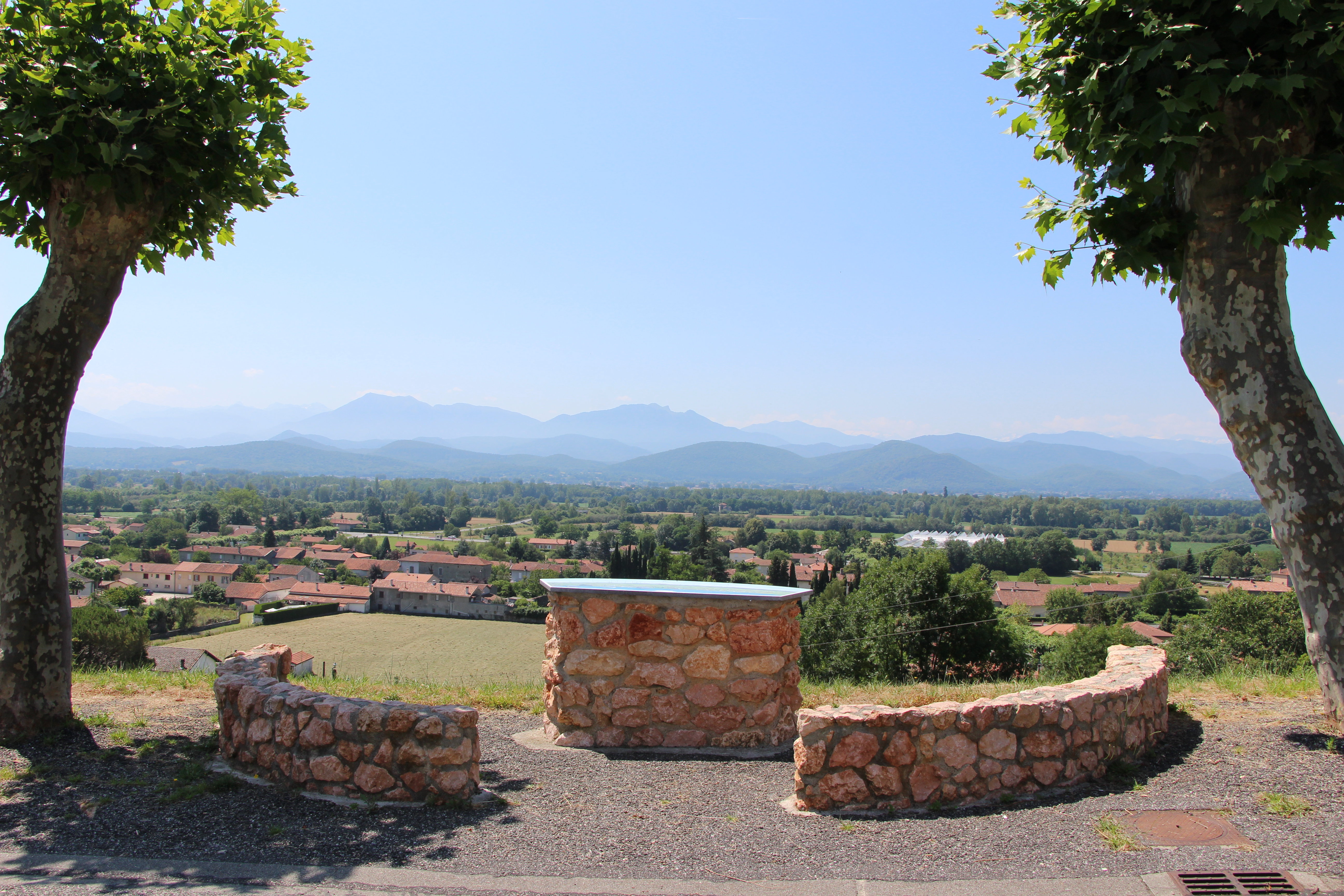
Table d'orientation.

### Lieux et monuments
- Église de l'Assomption.
- Ancienne église paroissiale, dans le cimetière.
- Monument aux morts.

### Personnalités liées à la commune
- Raoul Castex (1878 à Saint-Omer - † 1968 à Villeneuve-de-Rivière), amiral français, théoricien militaire à l'origine d'une géopolitique française. Fondateur de l'IHEDN (Institut des hautes études de défense nationale).
- Anselme Arrieu, une des grandes figures de la commune par son implication dans la Résistance à Saint-Gaudens pendant la Seconde Guerre mondiale.

## Galerie

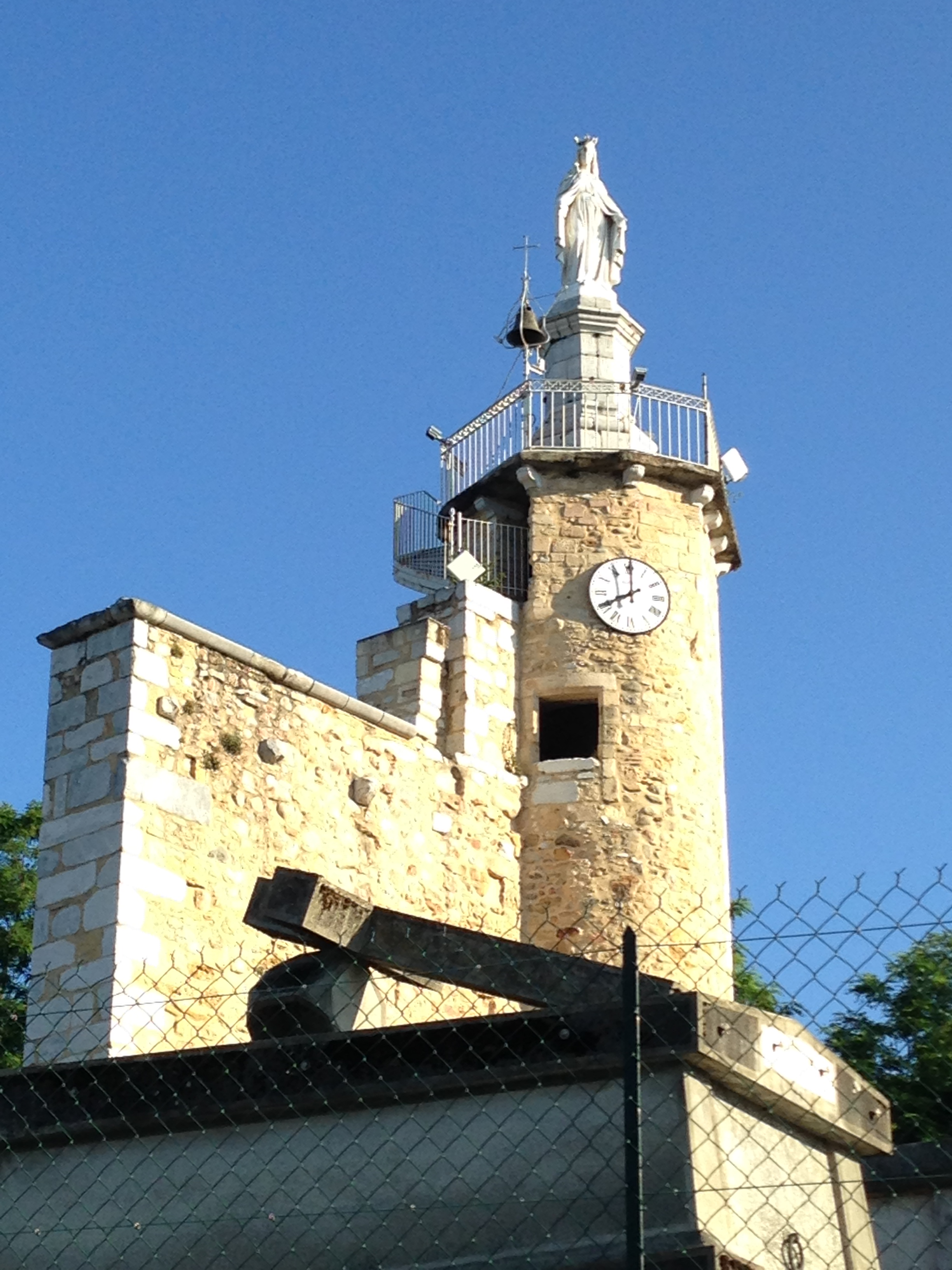
Tour Romane.
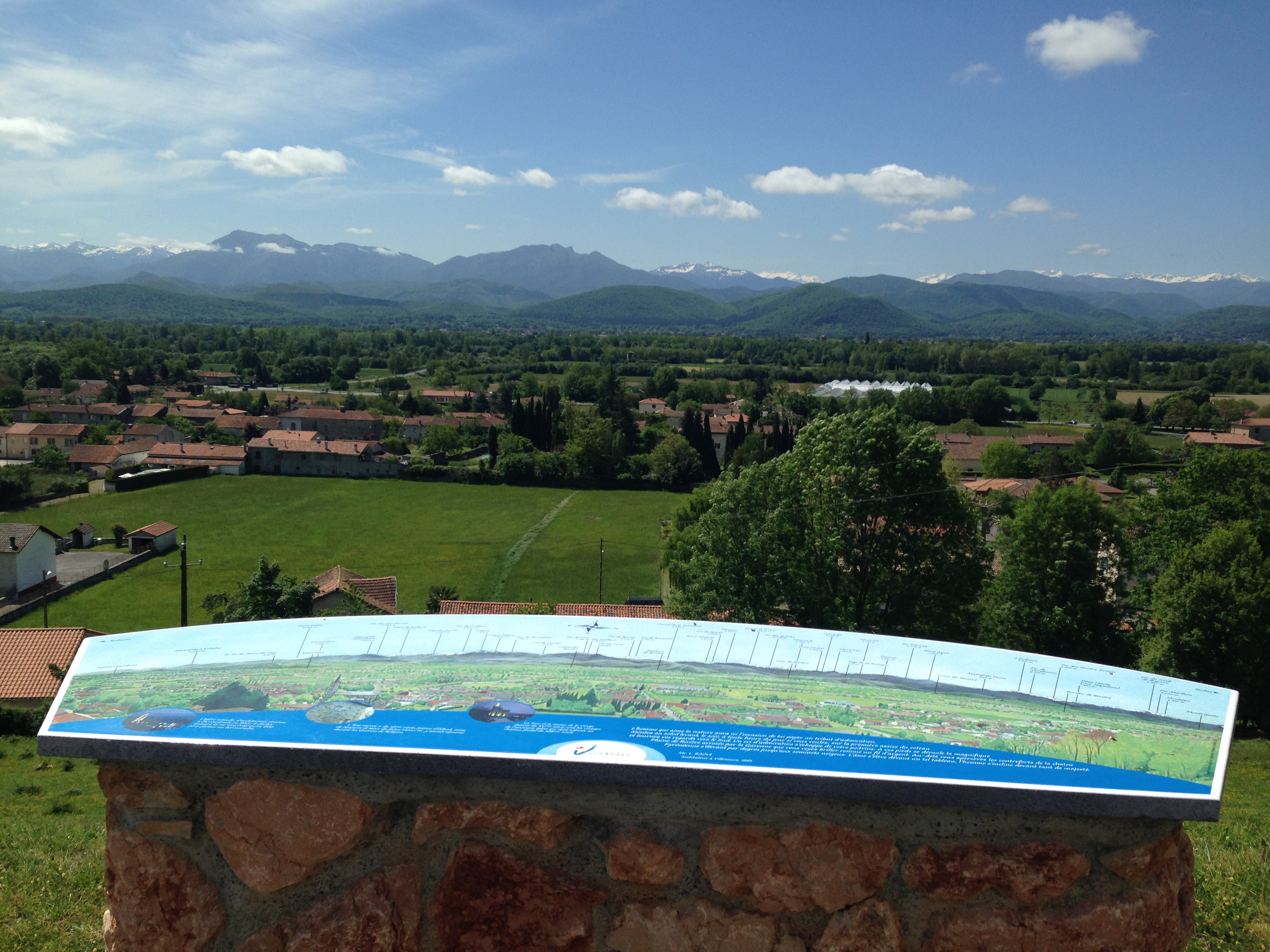
Vue sur la chaîne des Pyrénées depuis la table d'orientation.
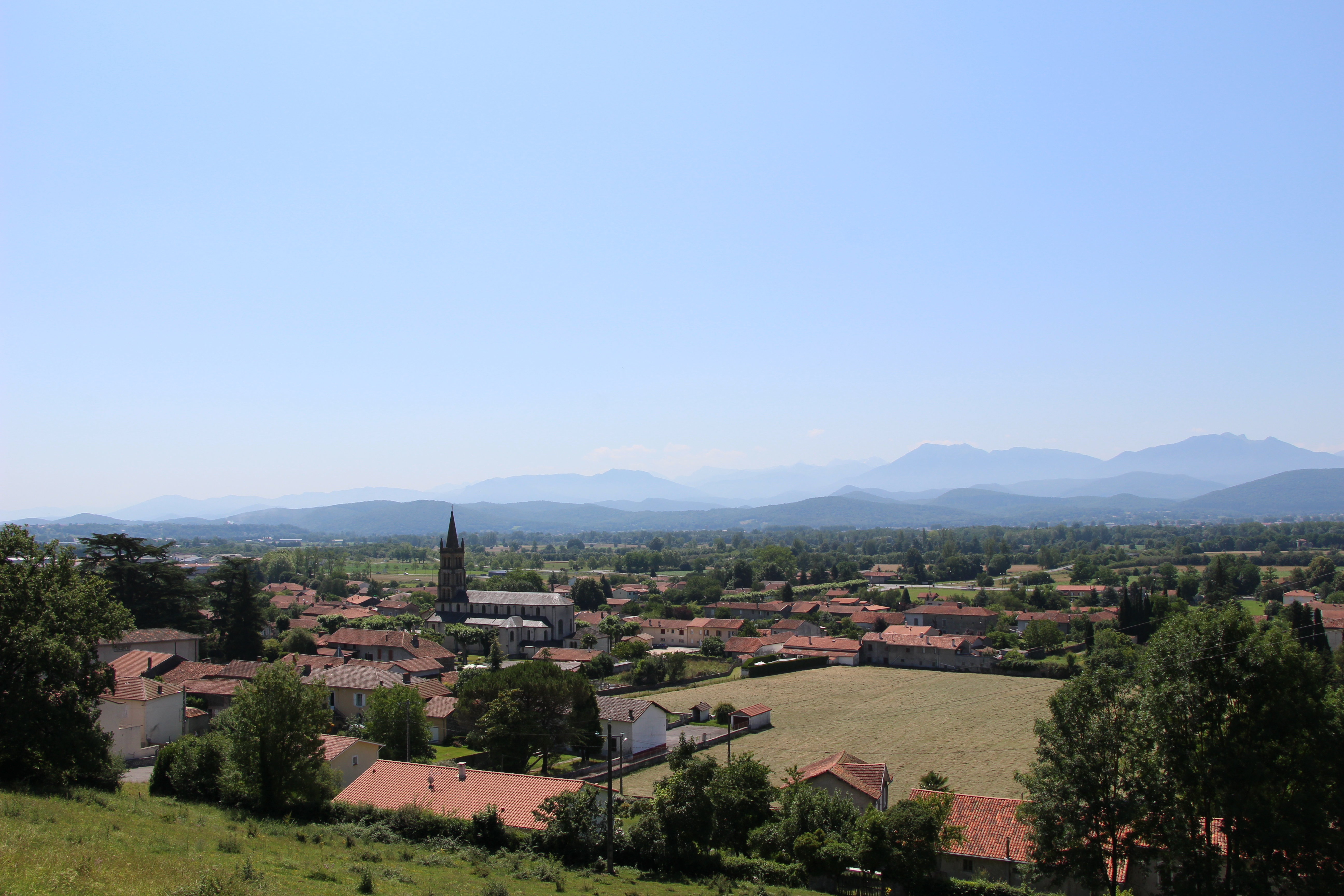
Vue sur le village.
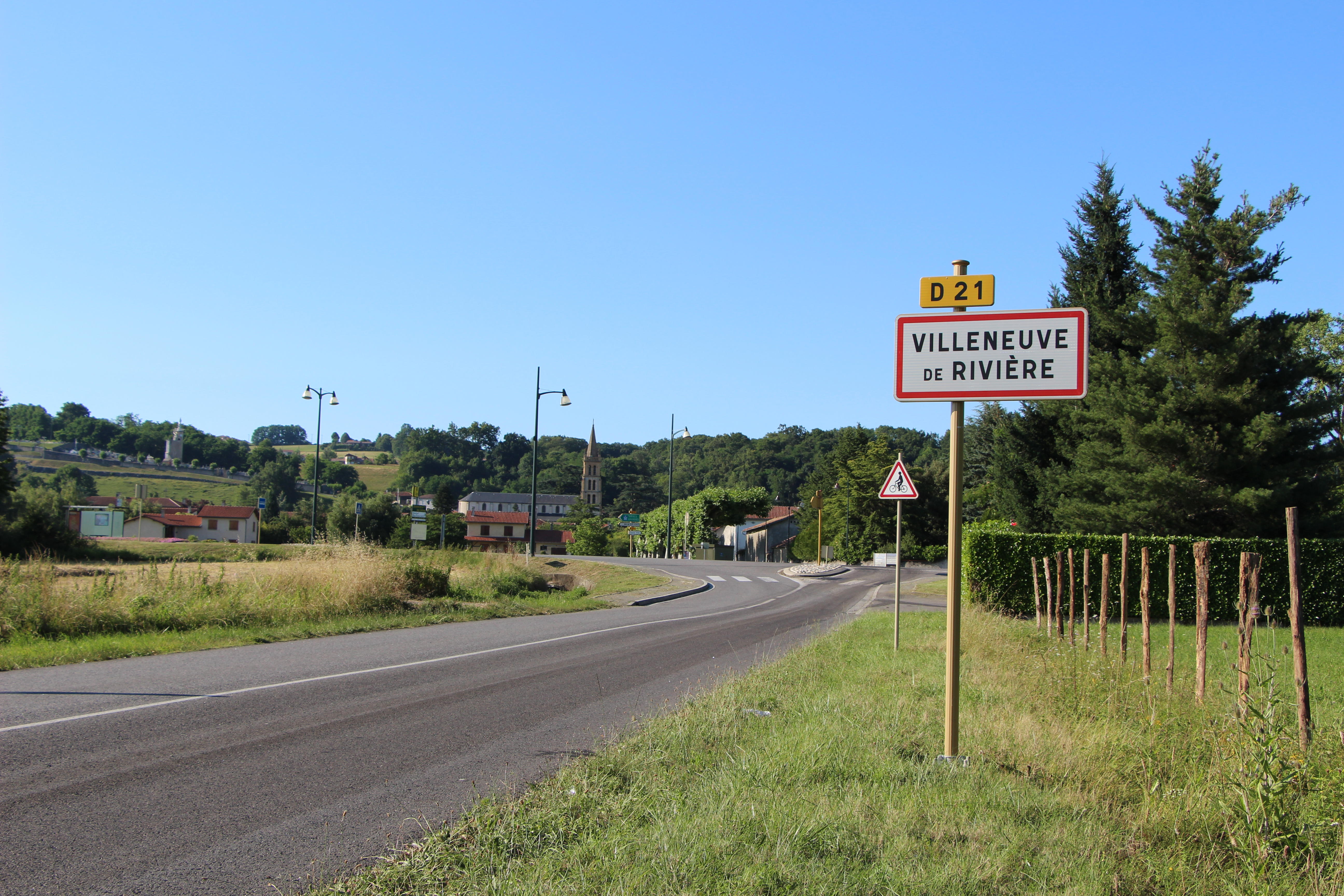
Entrée sud du village.
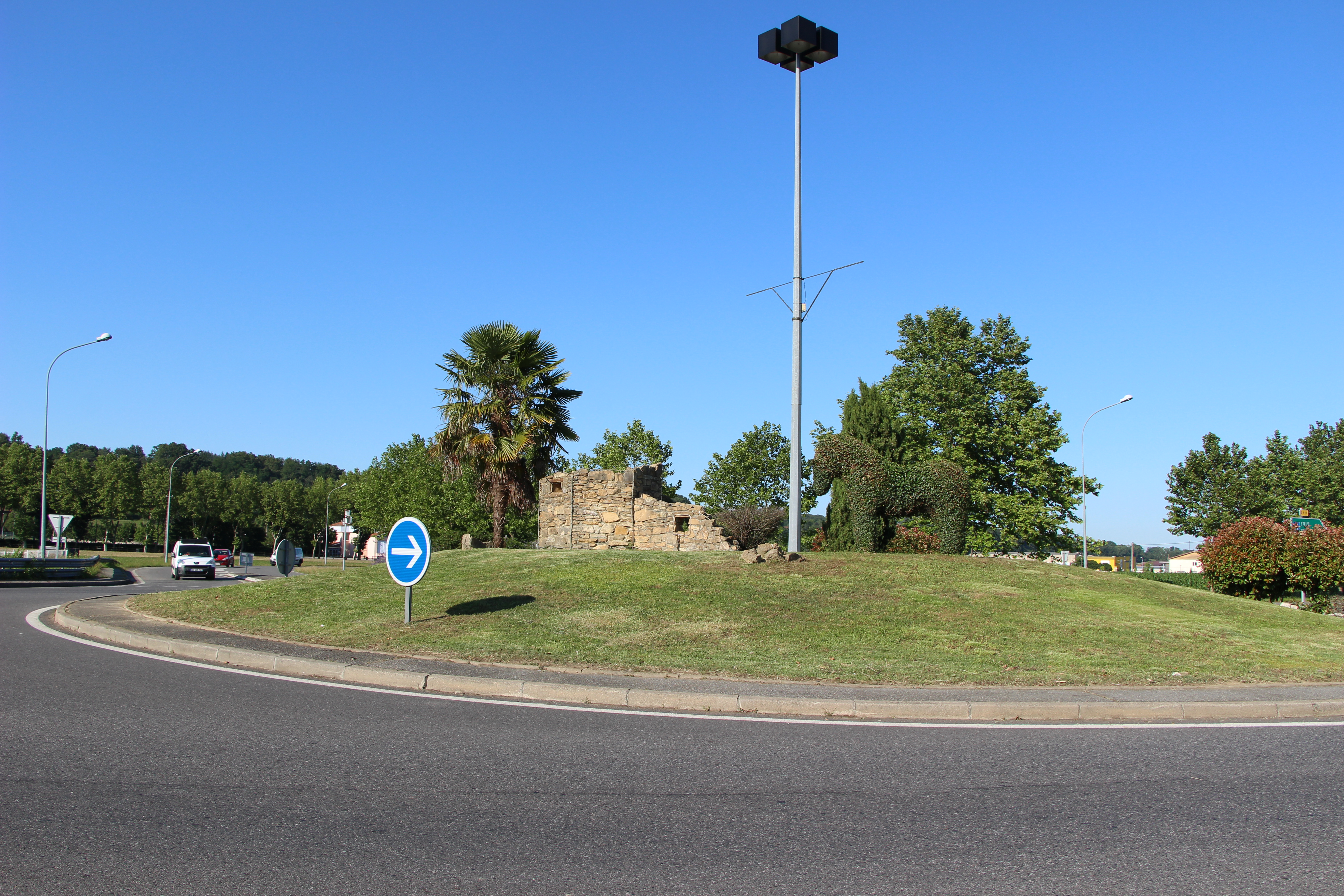
Entrée est du village.